# Sistema físico
Un sistema físico es un agregado de objetos o entidades materiales entre cuyas partes existe una conexión o interacción o un modelo matemático de tipo causal (aunque no necesariamente determinista o causal en el sentido de la teoría de la relatividad). Todos los sistemas físicos se caracterizan por: 
1. Tener una ubicación en el espacio-tiempo.
2. Tener un estado físico definido sujeto a evolución temporal.
3. Poderle asociar una magnitud física llamada energía.

Para la inmensa mayoría de sistemas físicos, el objeto más básico que define a un sistema físico es el lagrangiano, que es una función escalar cuya forma funcional resume las interrelaciones básicas de las magnitudes relevantes para definir el estado físico del sistema.

## Sistemas físicos en relación con el entorno
Los sistemas físicos pueden ser abiertos, cerrados o aislados, según que realicen o no intercambios con su entorno:
- Un sistema abierto es un sistema que recibe (energía y materia) de su entorno. Los sistemas abiertos por el hecho de recibir energía, pueden realizar el trabajo de mantener sus propias estructuras e incluso incrementar su contenido de información. El hecho de que los seres vivos sean sistemas estables capaces de mantener su estructura a pesar de los cambios del entorno requiere que sean sistemas abiertos.
- Un sistema cerrado sólo intercambia energía con su entorno, en un sistema cerrado el valor de la entropía es máximo compatible con la cantidad de energía que tiene.
- Un sistema aislado no tiene ningún intercambio con el entorno.

Un sistema aislado es una parte o región del universo, que por sus peculiares condiciones puede considerarse aisladamente del resto del universo para su estudio. El que un determinado problema físico pueda ser tratado como un sistema aislado requiere condiciones peculiares dependientes de la teoría.
Por ejemplo, de acuerdo con la teoría general de la relatividad u]], en la clásica o en termodinámica, en general, las condiciones son menos estrictas y simplemente requieren que el sistema del movimiento de las partículas que conforman el sistema esté restringido a una región compacta del espacio-tiempo.